# Campanula amorgina
Campanula amorgina är en klockväxtart som beskrevs av Karl Heinz Rechinger. Campanula amorgina ingår i släktet blåklockor, och familjen klockväxter. Inga underarter finns listade i Catalogue of Life.